# Mara Abbott
Mara Abbott (Boulder, 14 novembre 1985) è un'ex ciclista su strada statunitense, professionista dal 2007 al 2016 e vincitrice del Giro d'Italia nel 2010 e nel 2013.

## Palmarès
- 2007

1ª tappa Redlands Bicycle Classic
2ª tappa Tour of the Gila
Classifica generale Tour of the Gila
Campionati statunitensi, Prova in linea
- 2008

1ª tappa San Dimas Stage Race (Glendora, cronometro)
1ª tappa Redlands Bicycle Classic
5ª tappa Mount Hood Cycling Classic
1ª tappa GP Krásná Lípa (Krásná Lípa > Krásná Lípa)
3ª tappa Giro della Toscana-Memorial Fanini (Lari > Volterra)
- 2009

1ª tappa San Dimas Stage Race (Glendora, cronometro)
3ª tappa Giro d'Italia (Calcinaia > Prato a Calci/Monte Serra)
- 2010

1ª tappa San Dimas Stage Race (Glendora, cronometro)
1ª tappa Tour of the Gila (Silver City > Mogollon)
Classifica generale Tour of the Gila
4ª tappa Tour de l'Aude (Osséja > Osséja)
Campionati statunitensi, Prova in linea
8ª tappa Giro d'Italia (Chiavenna > Livigno)
9ª tappa Giro d'Italia (Livigno > Stelvio)
Classifica generale Giro d'Italia
3ª tappa Cascade Cycling Classic (Cascade Lakes Road Race)
Classifica generale Cascade Cycling Classic
- 2011

1ª tappa Tour of the Gila (Mogollon)
- 2013

1ª tappa San Dimas Stage Race (Glendora, cronometro)
Classifica generale San Dimas Stage Race
1ª tappa Tour of the Gila (Silver City > Mogollon)
5ª tappa Tour of the Gila (Silver City > Pinos Altos)
Classifica generale Tour of the Gila
5ª tappa Giro d'Italia (Varazze > Monte Beigua)
6ª tappa Giro d'Italia (Terme di Premia > San Domenico)
Classifica generale Giro d'Italia
- 2014

Grand Prix de Oriente
4ª tappa Vuelta a El Salvador (Apopa > El Boquerón)
Classifica generale Vuelta a El Salvador
1ª tappa Tour of the Gila (Silver City > Mogollon)
5ª tappa Tour of the Gila (Silver City > Pinos Altos)
Classifica generale Tour of the Gila
- 2015

1ª tappa Tour of the Gila (Silver City > Mogollon)
5ª tappa Tour of the Gila (Silver City > Pinos Altos)
Classifica generale Tour of the Gila
9ª tappa Giro d'Italia (Verbania > San Domenico di Varzo)
- 2016

1ª tappa Tour of the Gila (Silver City > Mogollon)
5ª tappa Tour of the Gila (Silver City > Pinos Altos)
Classifica generale Tour of the Gila
5ª tappa Giro d'Italia (Grosio > Tirano)

### Altri successi
- 2008

1ª tappa Giro della Toscana-Memorial Fanini (Viareggio, cronosquadre)
- 2013

Classifica scalatrici Giro d'Italia
- 2015

Classifica scalatrici Tour of the Gila
- 2016

Classifica scalatrici Tour of the Gila
Classifica scalatrici Tour of California

## Piazzamenti

### Grandi Giri
- Giro d'Italia

2009: 2ª
2010: vincitrice
2011: 10ª
2013: vincitrice
2014: 4ª
2015: 2ª
2016: 5ª

### Competizioni mondiali
- Campionati del mondo

Stoccarda 2007 - In linea Elite: 45ª
Mendrisio 2009 - In linea Elite: 18ª
Toscana 2013 - In linea Elite: 37ª
Ponferrada 2014 - In linea Elite: ritirata
- Giochi olimpici

Rio de Janeiro 2016 - In linea: 4ª